# Reinhold Begas
Pour les articles homonymes, voir Begas.
Reinhold Begas, né le 31 juillet 1831 dans le quartier berlinois de Schöneberg et mort le 3 août 1911 à Berlin, est un peintre et sculpteur néobaroque allemand qui appartient à l'école de sculpture de Berlin.

## Biographie
Reinhold Begas est le fils du peintre Carl Joseph Begas, et le frère du sculpteur Carl Begas (1845-1916), des peintres Oskar Begas (1828-1883) et Adalbert Begas.
À Berlin, il est l'élève du sculpteur Ludwig Wilhelm Wichmann. Ensuite il poursuit sa formation à l'Académie royale prussienne des arts avec pour professeur et maître Christian Daniel Rauch et sous la direction de Johann Gottfried Schadow.
De 1856 à 1858, il reçoit une bourse d'études pour étudier à Rome. Il y rencontre les artistes Arnold Böcklin et Anselm Feuerbach.
De 1861 à 1870, il partage son temps entre Berlin, Rome et Paris par de nombreux séjours, fut professeur à l'École des beaux-arts de Weimar de 1861 à 1863.
De 1871 à 1911, il est professeur d'art et membre, avec son collègue Gustav Eberlein, de l'association des artistes de l'Académie des arts de Berlin. Il eut parmi ses élèves, le sculpteur Louis Tuaillon.
De 1894 à 1898, Reinhold Begas accueillit dans son atelier, le sculpteur animalier August Gaul qui travailla à ses côtés.
En 1898, il construit, pour sa femme souffrant de la tuberculose, une villa à Baden-Baden. La maison est toujours visible.
Ses œuvres monumentales, statues, bassins, fontaines, cénotaphes, monuments de personnalités nationales historiques, représentent le style néo-baroque à Berlin.

## Œuvres
- 1857 : L'Amour et Psyché, groupe sculpté ;
- 1858 : Pan réconfortant Psyché, groupe sculpté ;
- 1862-1871 : Monument de Schiller (de) à Berlin ;
- 1875/1876 : le déclin, d'Adolph Menzel, Berlin, Alte Nationalgalerie ;
- 1881 : Centaure et Nymphe, Berlin, galerie de sculptures SMPK ;
- 1885 : Borussia, parc de Prusse, Berlin ;
- 1874 : Tombe d'Arthur Strousberg (de), Berlin, cimetière municipal de Reinickendorf (de) ;
- 1893 : Buste du général Heinrich von Stephan, Musée de la communication de Francfort ;
- 1890/1905 : Cénotaphe et gisant de l'empereur allemand Frédéric III ;
- 1900 : Prométhée, Berlin ;
- 1907 : Cénotaphe de Bismarck ;

## Galerie photographique

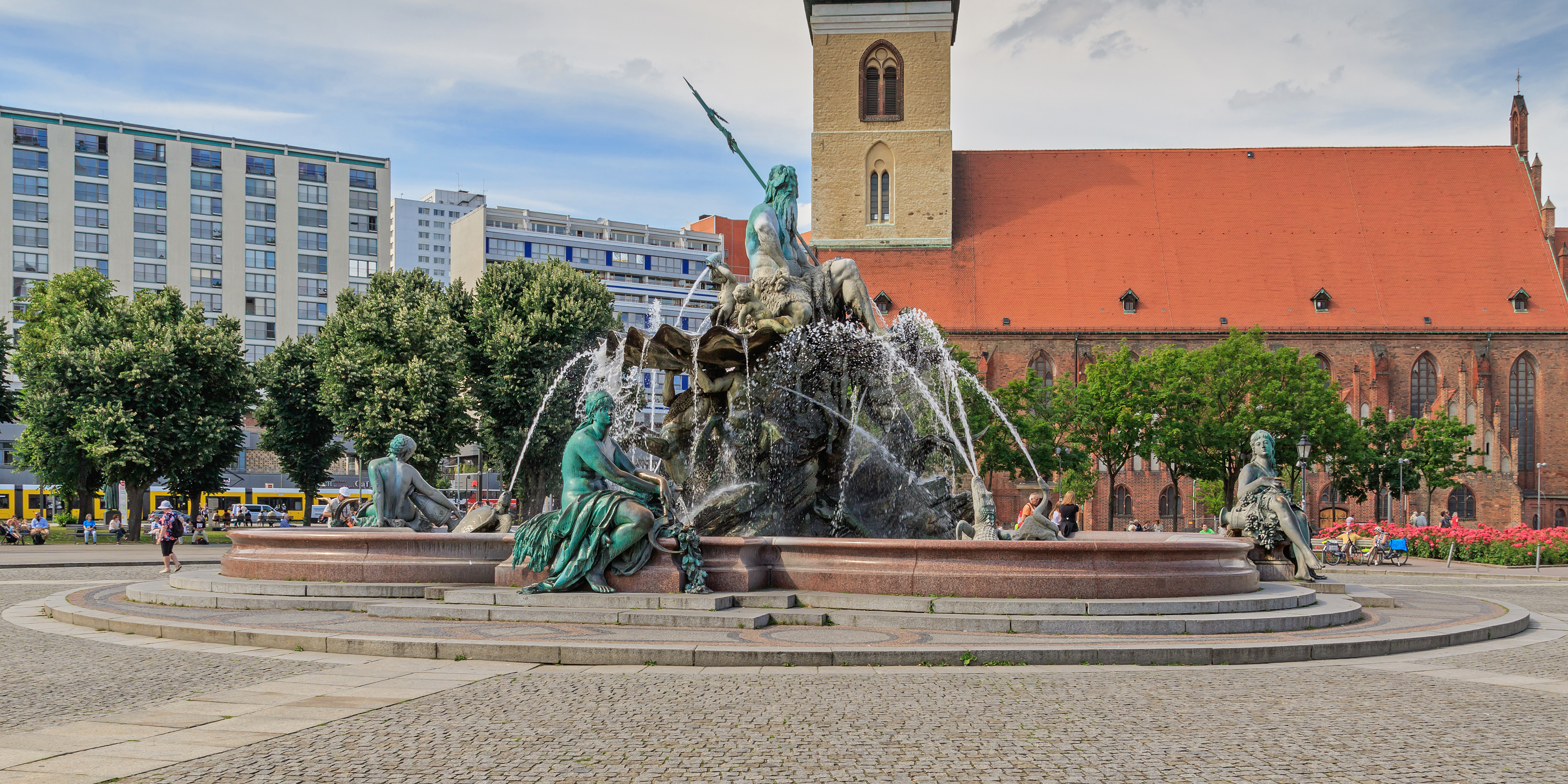
Fontaine de Neptune à Berlin
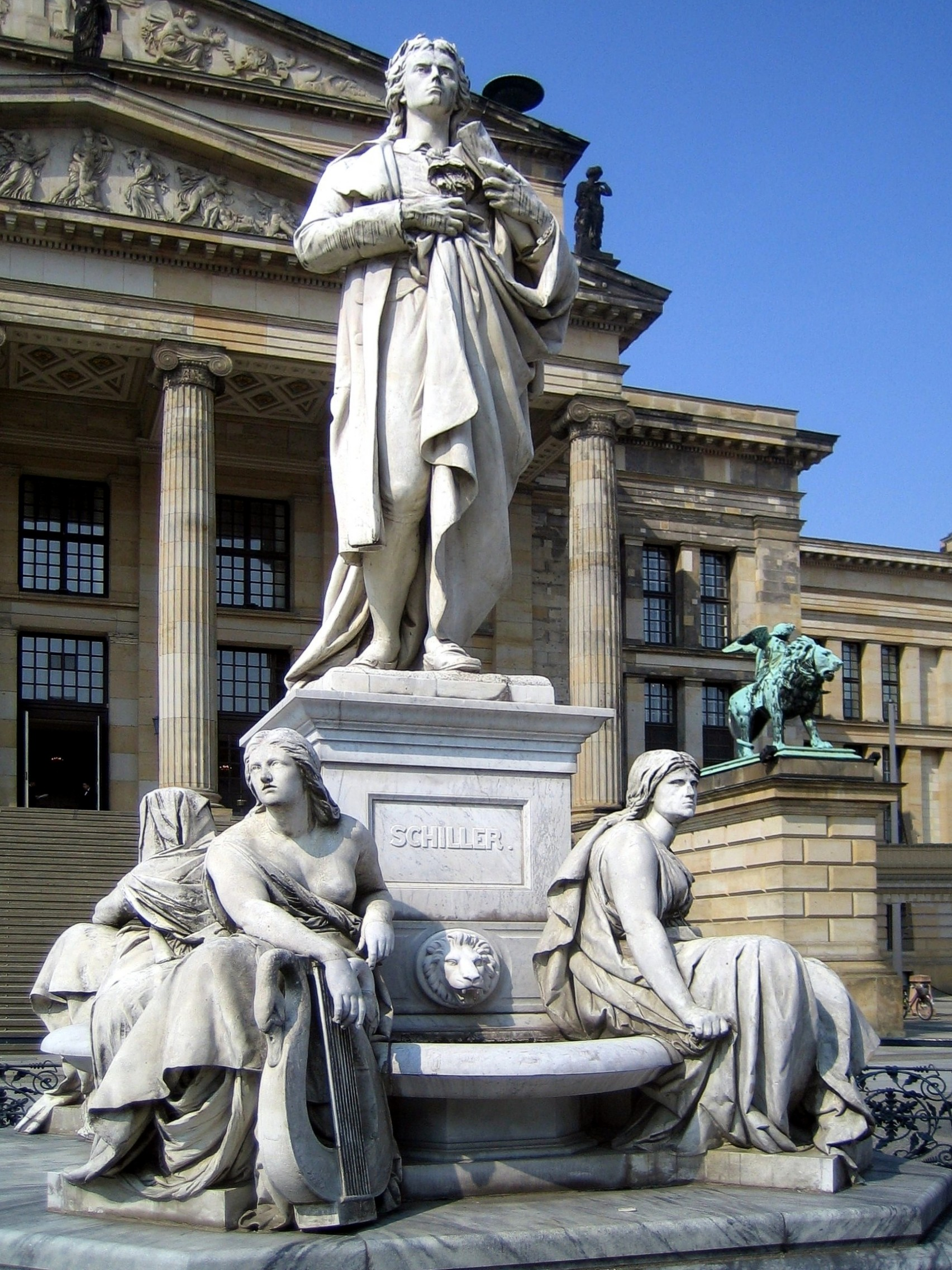
Le Monument de Schiller
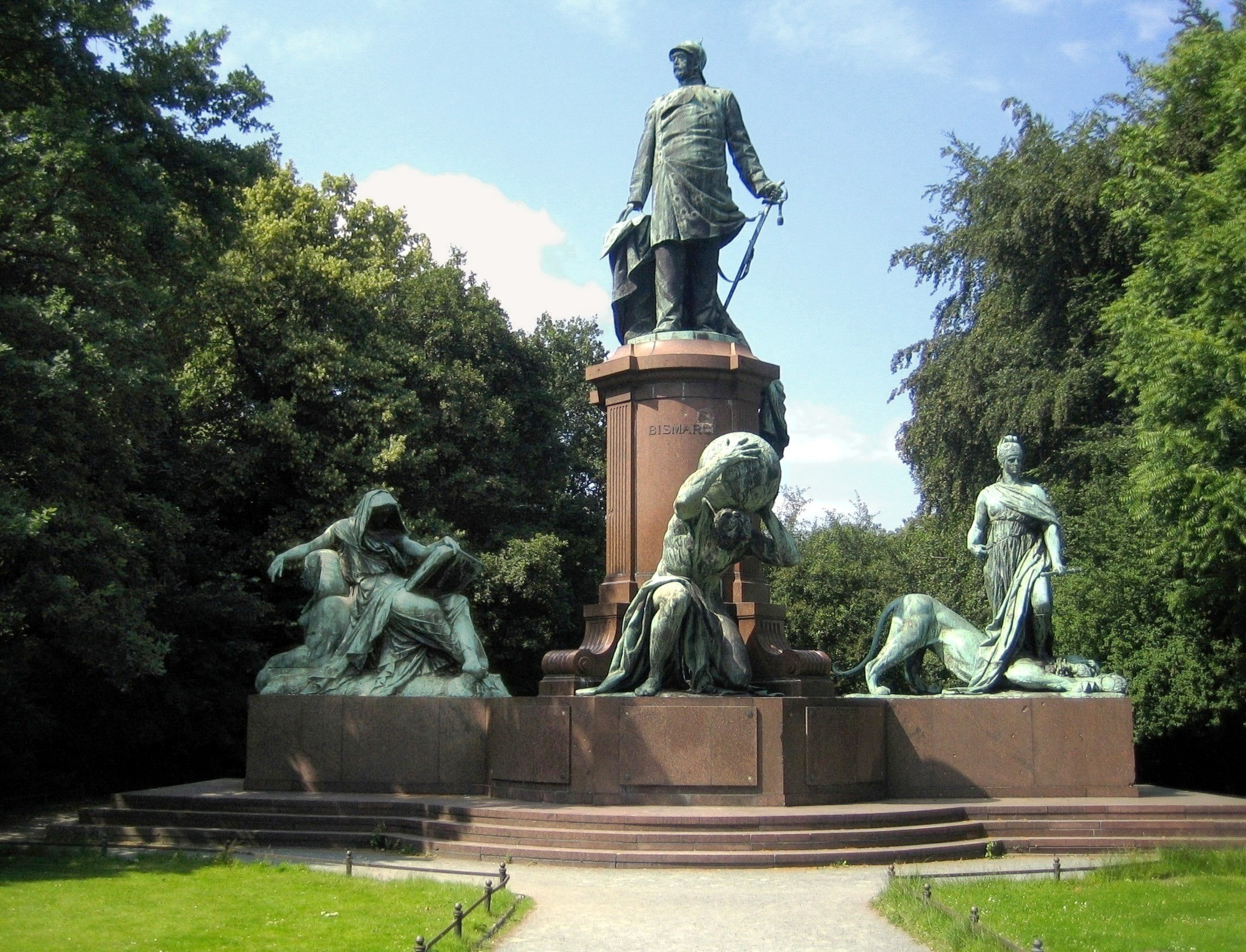
Monument national de Bismarck à Berlin
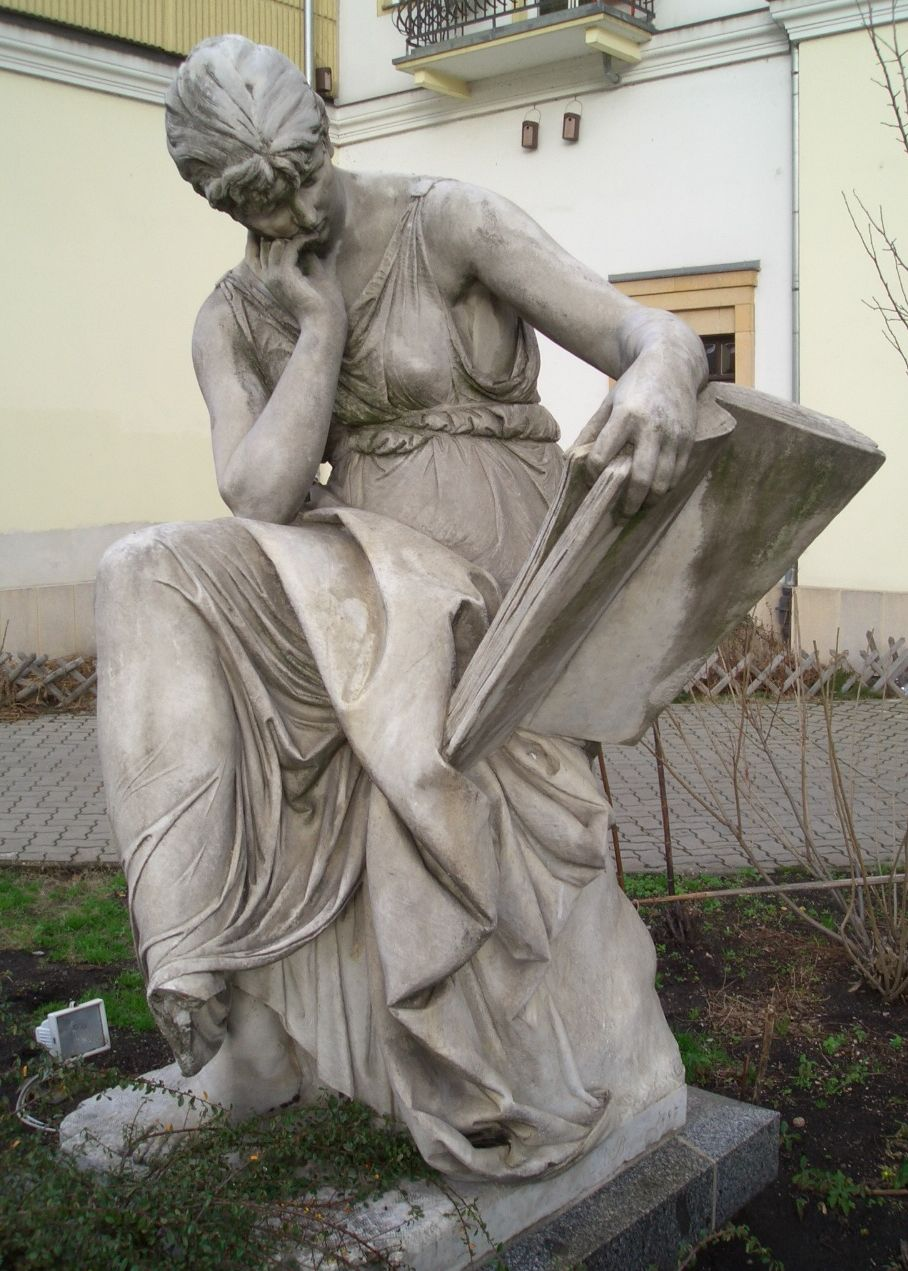
L'art de la guerre, mère des sciences
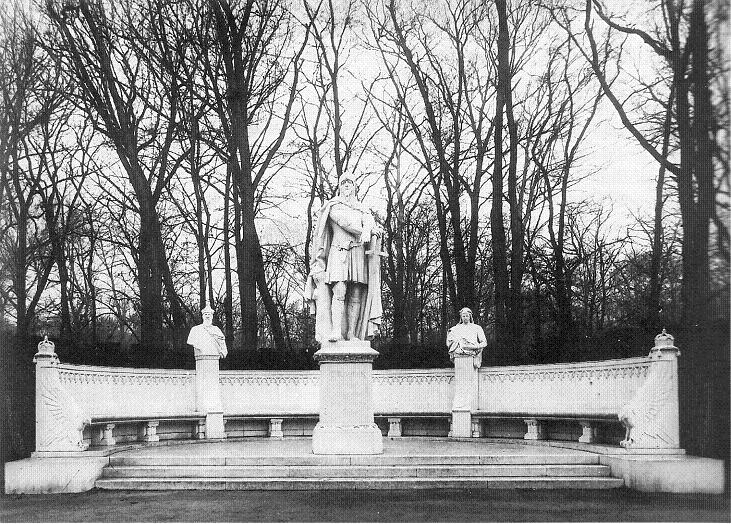
Monument de l'allée de la Victoire (aujourd'hui disparue) de Berlin en l'honneur du margrave Waldemar le Grand de Brandebourg

## Honneur
Chevalier de l'ordre de Léopold (Belgique, 5 octobre 1866).